# Josef Suk
Josef Suk (født 4. januar 1874 i Křečovice, død 29. maj 1935 i Benešov), også kendt som Jaroslav Suk, var en tjekkisk komponist og violinist.
Suk studerede komposition og violin på Musikkonservatoriet i Prag hos Antonín Dvořák (som blev hans svigerfar) fra 1885 til 1892. Han spillede andenviolin i Den Tjekkiske Kvartet, som han selv havde dannet, og som holdt sammen det meste af hans liv. Fra 1922 underviste han på Prags musikkonservatorium, hvor han blandt andet havde Bohuslav Martinů som elev.
Suk komponerede oprindeligt i romantisk stil, men blev senere en af repræsentanterne for tjekkisk modernisme. Han komponerede to symfonier, orkesterværker, strygerkvartetter og klaver- og violinmusik. Hans anden symfoni, Asrael, og hans Serenade for strygere (opus 6) er hans mest kendte værker.
I 1920 skrev han V nový život (Mod et nyt liv, opus 35), en symfonisk march tilegnet Sokol-sportsbevægelsen, og den vandt en velrenommeret konkurrence i Tjekkoslovakiet. Suk var dog misfornøjet med Sokol-ledelsens reaktion, der var noget tøvende, fordi marchen havde en mere kompleks struktur, end der var ventet. I 1930 blev der imidlertid skrevet en tekst til den af Petr Křička, og værket blev derpå opført med sang året efter, og derpå blev det af den tjekkoslovakiske olympiske komité indstillet til musikkonkurrencen ved OL 1932 i Los Angeles. Her vandt den sølvmedaljen og blev den eneste komposition, der vandt medalje ved disse lege.

## Værker
- Symfoni i E (nr. 1) (1897-1899) - for orkester
- Symfoni (Asrael) (nr. 2) (1905-1906) - for orkester
- Strygekvartetter (1896, 1911)
- "Serenade" (189?) - for cello og klaver
- "Ballade" i d-mol nr. 1 og 2  (1890) - for strygerkvartet
- "Serenade" (1892) - for strygerorkester
- "Elegi" (1902) - for violin, cello, harpe, harmonium og strygerkvartet
- "Sonate" (1883) - for klaver
- "Humoreske" (1894) - for klaver